# The Trail of the Lonesome Pine (pel·lícula de 1916)
The Trail of the Lonesome Pine és una pel·lícula muda dirigida per Cecil B. DeMille i protagonitzada per Thomas Meighan, i Charlotte Walker entre d'altres. La pel·lícula, basada en la novel·la homònima de John Fox Jr. adaptada per Jeanie MacPherson, es va estrenar el 14 de febrer de 1916. L'obra va ser adaptada també el 1914, el 1923 i el 1936.

## Argument
A les muntanyes de Cumberland a l'estat de Kentucky, “Devil” Judd Tolliver es dedica a destil·lar licor de manera il·legal. El xèrif ho sospita però com que no ho pot provar sol·licita ajuda a les autoritats federals que hi envien l'inspector d'hisenda John Hale. Aquest s'enamora de June, la filla de Judd. Pare i filla atreuen Hale a la seva cabana fent veure que aquesta s'ha fet mal en un turmell i el fan presoner. Aquest però aconsegueix escapar i porta un destacament a detenir els Tolliver. Ell aconsegueix entrar per la porta del darrere i es troba juny apuntant-lo amb una pistola. Ella no pot disparar. En el tiroteig que es produeix amb el destacament acaba sent ferit. Hale promet a Judd Tolliver que el deixarà escapar si promet abandonar el negoci del licor il·legal i tot acaba bé quan Hale retorna per casar-se amb June.

## Repartiment
- Charlotte Walker (June Tolliver)
- Thomas Meighan (Jack Hale)
- Earle Foxe (Dave Tolliver)
- Theodore Roberts (Judd Tolliver)
- Dirk Lestrange (Bob Heaton)
- Park Jones (Tompkins)